# Saltos ornamentais nos Jogos Olímpicos de Verão da Juventude de 2014 - Plataforma 10m Rapazes
As provas de saltos ornamentais' Plataforma 10m rapazes nos Jogos Olímpicos de Verão da Juventude de 2014' decorreram a 26 de Agosto de 2014 no nadadório do Centro Olímpico de Desportos de Nanquim em Nanquim, China. O chinês Yang Hao foi campeão Olímpico, seguido de Philippe Gagne, Prata pelo Canadá, enquanto o mexicano Rodrigo Diego Lopez conquistou o Bronze.

## Medalhistas
| Ouro   | CHN Yang Hao            |
| Prata  | CAN Philippe Gagne      |
| Bronze | MEX Rodrigo Diego Lopez |

## Resultados da final
| Pos.              | Atleta                   | Pontos |
| ----------------- | ------------------------ | ------ |
| Medalha de ouro   | CHN Yang Hao             | 665.90 |
| Medalha de prata  | CAN Philippe Gagne       | 531.70 |
| Medalha de bronze | MEX Rodrigo Diego Lopez  | 512.75 |
| 4                 | COL Kevin Garcia Alvarez | 495.15 |
| 5                 | GER Timo Barthel         | 481.65 |
| 6                 | NOR Daniel Jensen        | 470.65 |
| 7                 | ARM Lev Sargsyan         | 467.65 |
| 8                 | UKR Pylyp Tkachenko      | 445.65 |
| 9                 | FRA Alexis Jandard       | 429.25 |
| 10                | SIN Jonathan Chad        | 412.40 |
| 11                | EGY Mohab Elkordy        | 386.30 |